# 그린 바디먼 블랙

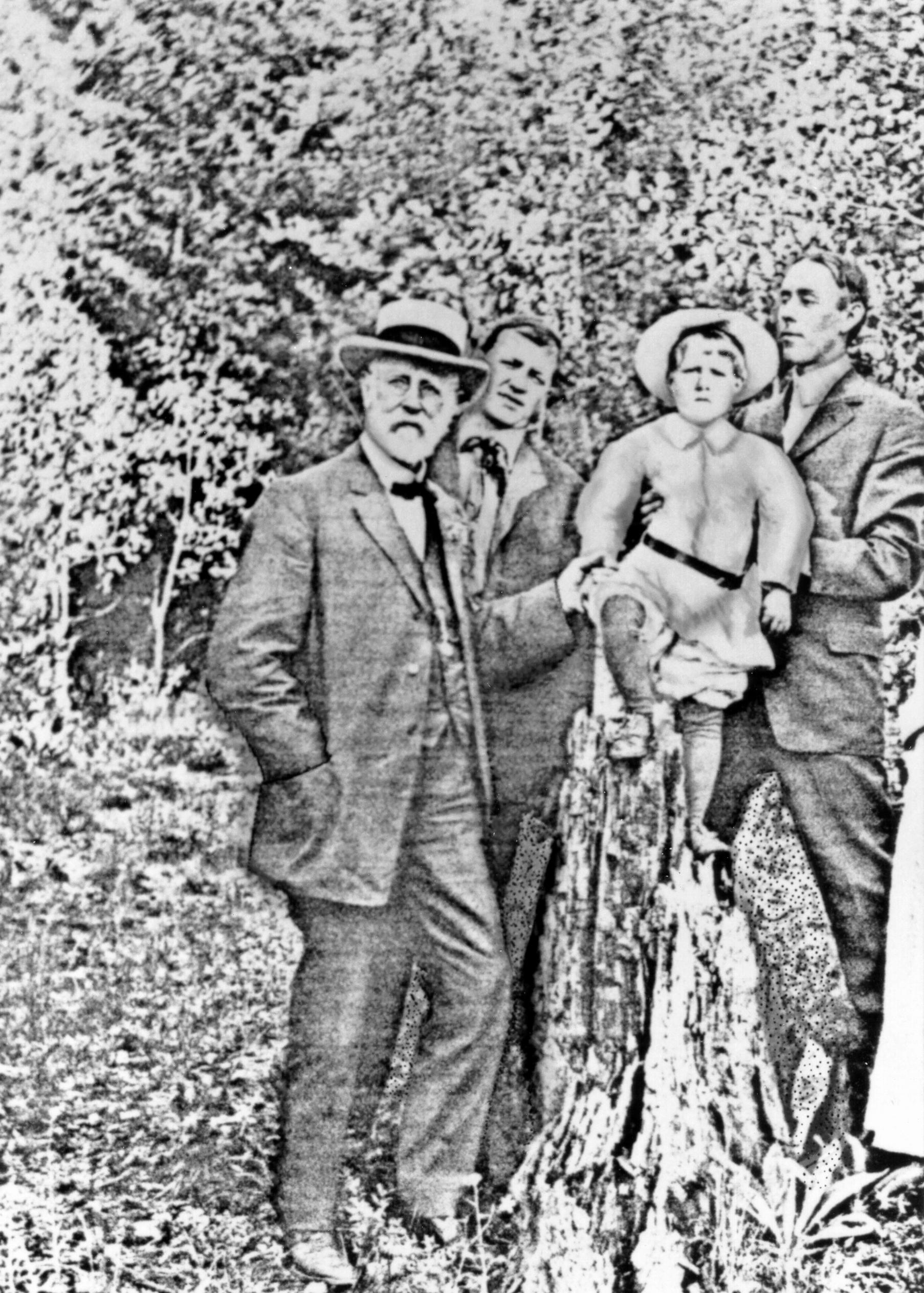
콜로라도에서 불소 침착증 역학조사 중인 그린 바디먼 블랙(좌측).

G.V. 블랙(G.V. Black)으로 흔히 알려진 그린 바디먼 블랙(Greene Vardiman Black, 1836년 - 1915년)은 미국의 치과의사로, 치과 보존 수복학의 창시자 중 한명이다. 그의 주된 업적은 오늘날까지 일반적으로 사용되고 있는 치아 우식증의 분류법을 만들어 낸 것과, 치과용 아말감의 적절한 제조비를 찾아낸 것, 역학조사를 통하여 "치아의 갈색 변성"(Colorado brown stain)의 원인이 불소에 있음을 밝혀낸 것 등이 있다.
그는 와동에 대해 5가지의 분류체계를 만들었다. 1~5급 와동까지 분류되며 6급 와동부터는 데이비스에 의해 이후에 추가되었다.